# 伊東重

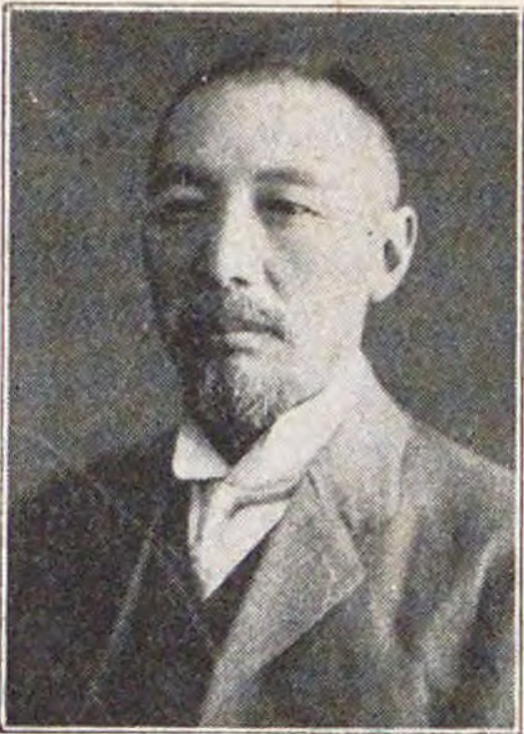
伊東重

伊東 重（いとう しげる、1857年10月26日（安政4年9月9日） - 1926年（大正15年）8月5日）は、日本の明治より大正期にかけての医師・政治家・思想家。現在の青森県出身で、青森県医師会会長や弘前市長、衆議院議員を歴任した。今東光の母方の伯父にあたる。

## 生涯

### 生い立ち
1857年（安政4年）旧暦9月9日の重陽節句の日に、現在の弘前市元長町において、津軽藩典医伊東家久・もと夫妻の次男として生まれる。幼名は滝次郎と称した。
1865年（慶応元年）、原子塾に入塾。後に黒滝学校に転じ、1868年（明治元年）藩校稽古館に入学。1871年（明治4年）藩命により英学修行を命じられ、英学塾（翌年東奥義塾と改名）に入塾。ジョン・イング（John Ing）等に英語等を学び、1876年（明治9年）明治天皇東北巡幸時に佐藤愛麿・珍田捨己と共に御前で英語の演説を行った。
この間、1873年（明治6年）に一昨年の長兄死去を受け松井家より伊東家に復籍し、伊東家重と改名した。なお、東奥義塾同期生としては佐藤愛麿・珍田捨己の外に岩川友太郎等がいる。
1876年（明治9年）8月、家業である医術勉強のため上京し外国語学校に入学する。1877年（明治10年）3月大学東校に入学（同年開成学校と合併し大学東校は東京大学医学部になる）。1881年（明治14年）伊東重と改名し翌年木村郁と結婚した。1887年（明治20年）7月9日に明治19年度卒業生として名称変更した東京帝国大学医科大学を卒業した。卒業同期生としては三輪徳寛・佐藤恒久・桂秀馬・水野廉平・加藤照麿・岡田国太郎等がいる。
大学時代寄宿舎より通っていたが、寄宿生の素行を正し学生の経済面の援助にも用いられるべく「同盟社」と言う自治組織が作られた。この際、社長に3学年上の北里柴三郎、専務に伊東と1学年上の高木友枝がなり、寄宿生の取り締まりや学生集会から懇談会・演説会開催まで行った。また、北里とは当時医科大学内科学教授であったベルツ博士の排斥運動を行った。

### 大学卒業後
医学部卒業後は8月より大学に助手として勤務するが、9月に跡取りとして帰郷。弘前公立病院長となり、翌年伊東私立病院を開業、1903年（明治36年）市立青森病院長に就任する（1907年（明治40年）退任）。
1913年（大正2年）に弘前市長となるが、2カ月で辞任。1917年（大正6年）衆議院議員選挙に立候補し当選するが、任期まで務めた以降は立候補を行わなかった。
かねてより海外歴訪を希望し計画していたが病院の諸事情より自由にならず、漸く1926年（大正15年）5月神戸港よりヨーロッパ歴訪の旅に出る。外遊前、東京で東京帝国大学医学部卒業生（近級会）により洋行送別会が行われ、同期生では三輪徳寛・神吉翕次郎・岡田国太郎・鈴木愛之助、後輩では軍医関係で保利眞直・平井政遒・芳賀栄次郎、東京帝国大学教授では田代義徳・三浦謹之助・入沢達吉・岡田和一郎等が出席した。外遊中スエズより地中海に船が入ったところで伊東は急に病を発症し、マルセイユ港よりパリの病院に入院した。入院1週間後の8月5日、伊東重は逝去した。

### 養生会
伊東が主張する養生哲学は、幼児から教え込まれた儒教的教養と大学で得た医学知識・体育理論、生物学とくに進化論が渾然として一つに纏められたものと考えられる。古来から使われている養生と言う概念に新しい観念を盛り込み進化論的人生観を提唱した。1892年（明治25年）に弘前教育会の場で「養生哲学＝養生学」を初めて発表すると共に「養生新論」を著わした。そして1884年（明治27年）3月20日「養生会」を養生学研究実践機関として創立した。
養生会発足の趣旨として伊東は、「本会は養生の真理を攻究し完全なる養生法を設定し、之を躬行実践して一身を修め、一家を斉へその幸福を致し、進んで一国を治めその発達富強を図るを以って目的とす。」、「独り余の養生はその基礎を生存競争、優勝劣敗の上に築き、心身の外更に資力を加えて人類の競争三力と名付ける。」、「吾等人類は資力、体力、能力の三者無くして社会の競争場裡に立つ能はず、その競争の時に当たって優勝の勢いを制し、劣敗の禍を免れんと欲せば、この三力みな共に余裕を存せざるべからざるの理を知るべし。余は今、資力に余裕を生ずる道を養財と名付け、体力に余裕を生ずる道を養体と名付け、能力に余裕を生ずる道を養神と名付け、之を総称して養生と名付く。…養生は生存競争優勝劣敗の原理に基づき競争力に余裕を生ずるの道にして、その目的は競争場裡に立ちて劣敗の禍を免れ、優勝の勢を制し得ることを期するにあり。」と語っている。
この様な考え方は、明治維新後荒廃した弘前とくに士族青少年に影響を与え、名門意識の中で現実は退廃した武家青少年の新たな精神支柱へと受け入れられた。戊辰戦争を経て日清戦争に直面している当時としては、「国弱ければ辱められる」と言う危機意識は強く、一人の人間が個人として、そして国民として強くなければならないのは当然の考えであった。1886年（明治29年）11月、日清戦争後の三国干渉による遼東半島還付に奮起した弘前中学校の生徒12名が心身鍛錬を目的に「衛生会」を立ち上げたところ、たまたま帰郷していた日本新聞の主幹陸羯南（陸実）より伊東は衛生会幹部を紹介され、伊東の指導により新たに1887年（明治30年）1月東門会（衛生会が弘前城東門前を心身鍛錬の場としていたことから命名）が発足した。当時、東京帝国大学卒業生のほとんどが帰国しない中で、伊東の存在は地元で大きな物となっていた。
その後、養生会は1895年（明治38年）7月財団法人に改められ、財団設立1周年に幼児教育を大切と考える伊東により「養生幼稚園」が創立し、1919年（大正8年）7月には婦人養生会が設立された。しかし、太平洋戦争勃発と共に養生会の主要会員は満州国開拓や志願兵として戦地に赴いたことから、戦後、指導者・会員数は漸減し、また、自由主義の名前の下で心身鍛錬の必要性は等閑にされるに至っている。

## エピソード
東奥義塾イング先生
イング先生は毎朝散歩を行い、散歩のお伴を生徒に当番制で割り当てていた。散歩と言っても2時間も掛かる遠出のため嫌がる生徒が多い中、伊東は友人の分も散歩の供を勤めた。この2時間は自分だけのイング先生と1対1の英会話の場であるとしていた。このため、大学入学後教師より「伊東の英語力は十分だから、講義を受けなくても良い」と言われ、その時間を他分科大学の講義に出席した。とくにエドワード・シルヴェスター・モース（Edward Sylvester Morse）による「進化論」の授業を受けた。この進化論は後の伊東の思想に重要な影響を与えた。
吉田松陰
伊東は、1896年（明治39年）養生会幼稚園として伊東家自宅隣を購入した。購入した土地は伊東の親戚に当たる儒学者伊東梅軒（伊東広之進）の邸宅であった。幕末1852年4月19日（嘉永5年3月1日）、吉田松陰は宮部鼎蔵と共に弘前を訪れ伊東梅軒を訪ね二日間にわたり国事を談じた。伊東はこの吉田松陰と伊東梅軒が会した部屋「松陰室」として保存した。松陰室を残すに置いて山縣有朋に書を依頼したところ、山縣は忙しい中喜んで引き受け署名を「門下生 有朋」と記した。山縣の書でこの署名は松陰誕生地の碑文と弘前の松陰室の書（扁額）の二つしかない。
後藤新平
伊東は大学卒業時内務省入省が決まっていたが、帰郷した。内務省の縁で後藤新平は既知の仲であり、1886年（明治29年）当時衛生局長であった後藤に偕楽園での午餐会に招かれ、菊池九郎・陸羯南・岩川友太郎・北里柴三郎と共に出席し青年指導問題が話題となったところ、伊東は東門会について説明を行った。1913年（大正2年）後藤が弘前を訪れた際東門会に就いて演説し、加えて偕楽園で東門会の話が出た時に後藤より「神心獣体」の四文字で東門会を世の中に喧伝すべきと言われたことより、「神心獣体」と記した書が東門会一同に贈呈された。

## 論文・著作
- 「養生新論」（伊東重著 南江堂 1894年）
- 「養生哲学」（伊東重著 南江堂 1897年）
- 「養生哲学通俗講話」（伊東重著 養生会 1928年）

## 家族
父 伊東家久（津軽藩典医）
母 もと
兄 春益
姉 りょう（良）：自由民権運動の政治結社「義塾堂」の会長斎藤璉に嫁ぐ。
姉 ひで
弟 基
妹 ひさ（久）：儒学者で）：東奥義塾教員の今宗蔵（故斉）に嫁ぐ、長男 今邦器（新聞記者）。
妹 あや（綾）：今宗蔵の弟武平に嫁ぐ、今東光（小説家・参議院議員）・今文武・今日出海（小説家・初代文化庁長官）の母。
妻 郁：弘前藩士・木村藹吉（あいきち）長女、郁の弟・木村繁四郎（東奥義塾、札幌農学校卒。旧制神奈川中学校校長）の子がビキニの灰を分析した東京大学理学部木村健二郎教授。
長女 むつみ：齋藤周蔵夫人
長男 五一郎：医学博士　東北帝国大学医学部講師から満州にて医療行政に従事中死亡。
次女 いちみ：奥秋盛次夫人
六十次郎：満州国建国に参加、思想家。